# Agapetus anaksatu
Agapetus anaksatu är en nattsländeart som beskrevs av Malicky 1995. Agapetus anaksatu ingår i släktet Agapetus och familjen stenhusnattsländor. Inga underarter finns listade i Catalogue of Life.